# Voray-sur-l’Ognon
Voray-sur-l'Ognon ist eine Gemeinde im französischen Département Haute-Saône in der Region Bourgogne-Franche-Comté.

## Geographie
Voray-sur-l'Ognon liegt auf einer Höhe von 222 m über dem Meeresspiegel, etwa elf Kilometer nördlich der Stadt Besançon (Luftlinie). Das Dorf erstreckt sich im Süden des Départements in der Talebene des Ognon, am nördlichen Ufer des Flusses, nördlich des Höhenzuges des Fort de la Dame Blanche (Grande Côte).
Die Fläche des 6,90 km² großen Gemeindegebiets umfasst einen Abschnitt des mittleren Ognon-Tals. Die südliche Grenze verläuft teils entlang dem Ognon, teils auch südlich des Flusses. Dieser fließt hier mit mehreren Windungen nach Westen durch eine Alluvialebene, die eine Breite von ungefähr zwei Kilometern aufweist und durchschnittlich auf 220 m liegt. Vom Flusslauf erstreckt sich das Gemeindeareal nordwärts über die Talebene auf das angrenzende Plateau, das im Osten durch die Talmulde der Buthiers (Zufluss des Ognon) flankiert wird. Mit einem schmalen Zipfel reicht das Gebiet auf einen bewaldeten Höhenzug, der sich in Nord-Süd-Richtung ausdehnt. Er besteht aus einer Wechsellagerung von kalkigen und sandig-mergeligen Schichten aus der oberen Jurazeit. Mit 327 m wird in der Forêt de Sorans die höchste Erhebung von Voray-sur-l'Ognon erreicht.
Nachbargemeinden von Voray-sur-l'Ognon sind Boult, Sorans-lès-Breurey und Perrouse im Norden, Buthiers im Osten, Bonnay, Devecey und Chevroz im Süden sowie Bussières im Westen.

## Geschichte
Seit alters her befand sich beim heutigen Voray ein Übergang über den Ognon. Zur Römerzeit hieß der Ort Voracus. Im Mittelalter gehörte Voray zur Freigrafschaft Burgund und darin zum Gebiet des Bailliage d’Amont. Es bildete eine eigene Herrschaft und war von der Propstei Châtillon-le-Duc (im Département Doubs) abhängig. Das Kloster Saint-Vincent in Besançon hatte ebenfalls Rechte über Voray. Um die Kirche und das Schloss entstand ein kleiner Burgflecken, der den Flussübergang kontrollierte. Zusammen mit der Franche-Comté gelangte Voray mit dem Frieden von Nimwegen 1678 definitiv an Frankreich. Ein Großbrand zerstörte im Juni 1731 große Teile des Fleckens. Im Jahr 1962 wurde Voray offiziell in Voray-sur-l'Ognon umbenannt, damit eine bessere Unterscheidung zur homophonen Gemeinde Vorey möglich wurde. Heute ist Voray-sur-l'Ognon Mitglied des 33 Ortschaften umfassenden Gemeindeverbandes Communauté de communes du Pays Riolais.

## Sehenswürdigkeiten
Die heutige Kirche von Voray-sur-l'Ognon wurde von 1776 bis 1779 nach Plänen des Architekten Nicole erbaut und ist als Monument historique klassifiziert. Zur Ausstattung gehört reiches Mobiliar aus dem 17. und 18. Jahrhundert. Aus dem frühen 17. Jahrhundert stammt die Kapelle Notre-Dame de Pitié. 
Im alten Ortskern sind verschiedene Bürgerhäuser aus dem 16. bis 18. Jahrhundert erhalten, die den traditionellen Stil der Haute-Saône zeigen. Die alte Steinbrücke über den Ognon wurde 1765 erbaut.

## Bevölkerung
| Jahr                       | 1962 | 1968 | 1975 | 1982 | 1990 | 1999 |
| Einwohner                  | 389  | 346  | 428  | 468  | 553  | 806  |
| Quellen: Cassini und INSEE |      |      |      |      |      |      |

Mit 867 Einwohnern (1. Januar 2022) gehört Voray-sur-l'Ognon zu den kleineren Gemeinden des Département Haute-Saône. Nachdem die Einwohnerzahl in der ersten Hälfte des 20. Jahrhunderts stets im Bereich zwischen 350 und 400 Personen gelegen hatte, wurde seit Beginn der 1970er Jahre ein kräftiges Bevölkerungswachstum verzeichnet. Seither hat sich die Einwohnerzahl mehr als verdoppelt.

## Wirtschaft und Infrastruktur
Voray-sur-l'Ognon war früher ein vorwiegend durch die Landwirtschaft (Ackerbau, Obstbau und Viehzucht) und die Forstwirtschaft geprägtes Dorf. Schon früh erlangte jedoch Handel und Gewerbe eine wichtige Bedeutung in dem am Verkehrsweg von Besançon nach Vesoul gelegenen Ort. Heute gibt es verschiedene Betriebe des Klein- und Mittelgewerbes. In den letzten Jahrzehnten hat sich am nördlichen Ortsrand eine Industrie- und Gewerbezone entwickelt. Zu den wichtigen Branchen zählen die Präzisionsmechanik, Metallverarbeitung, Informatik, Automechanik und Möbelherstellung. Mittlerweile hat sich das Dorf auch zu einer Wohngemeinde gewandelt. Viele Erwerbstätige sind deshalb Wegpendler, die in der Agglomeration Besançon ihrer Arbeit nachgehen.
Die Ortschaft ist verkehrstechnisch gut erschlossen. Sie liegt an der Hauptstraße N57, die von Besançon nach Vesoul führt. Voray-sur-l'Ognon ist durch eine Ortsumfahrung vom Durchgangsverkehr entlastet. Der nächste Anschluss an die Autobahn A36 befindet sich in einer Entfernung von ungefähr neun Kilometer. Weitere Straßenverbindungen bestehen mit Étuz, Cromary und Devecey.